# Elizabeth Sarnoff
Pour les articles homonymes, voir Elizabeth et Sarnoff.
Elizabeth Sarnoff est une scénariste et productrice américaine.

## Biographie
Liz Sarnoff est ouvertement lesbienne.

## Filmographie

### Scénariste
- 2001 : Big Apple (série télévisée) (3 épisodes)
- 2001 : NYPD Blue (série télévisée) (1 épisode)
- 2002-2003 : Crossing Jordan (série télévisée) (4 épisodes)
- 2003 : Chasing Papi (en)
- 2004-2005 : Deadwood (série télévisée) (4 épisodes)
- 2007 : Lost: Missing Pieces (mini-série) (2 épisodes)
- 2005-2010 : Lost : Les Disparus (série télévisée) (19 épisodes)
- 2012 : Alcatraz (série télévisée) (13 épisodes)
- 2014 : Kiss Me
- 2014 : Salem (série télévisée) (3 épisodes)
- 2014 : Crossbones (série télévisée) (1 épisode)
- 2016 : Marco Polo (série télévisée) (3 épisodes)
- 2018 : Barry (série télévisée)

### Productrice
- 2004-2005 : Deadwood (série télévisée) (13 épisodes)
- 2007-2008 : Lost: Missing Pieces (mini-série) (13 épisodes)
- 2005-2010 : Lost : Les Disparus (série télévisée) (90 épisodes)
- 2012 : Alcatraz (série télévisée) (7 épisodes)
- 2014 : Salem (série télévisée) (7 épisodes)
- 2014 : Crossbones (série télévisée) (8 épisodes)
- 2014 : The Leftovers (série télévisée) (3 épisodes)
- 2015 : Marco Polo: One Hundred Eyes (court métrage télévisé)